# جورج بيكر (سياسي كندي)
جورج بيكر (بالإنجليزية: George Baker)‏ هو سياسي كندي، ولد في 4 سبتمبر 1942 في نيوفندلاند ولابرادور في كندا. نشط حزبياً في الحزب الليبرالي الكندي (29 يناير 2014 – 29 يناير 2014).

## مناصب
- انتخب عضو مجلس العموم الكندي عن دائرة Gander—Grand Falls [الإنجليزية]‏ (1988 – 2002).
- انتخب عضو مجلس الشيوخ الكندي (26 مارس 2002 – 4 سبتمبر 2017).
- انتخب عضو مجلس العموم الكندي عن دائرة Gander—Twillingate [الإنجليزية]‏ (8 يوليو 1974 – 4 سبتمبر 1988).
- انتخب وزير شؤون المحاربين القدامى [الإنجليزية]‏.